# Green Man Festival
Green Man Festival je multižánrový hudební festival, konaný v pohoří Brecon Beacons ve Walesu. Jeho první ročník se konal v roce 2003 v Craig-y-Nos Castle a návštěvnost byla přibližně 300 lidí; vystoupili zde například King Creosote, James Yorkston nebo skupina The Memory Band. Druhý ročník se konal ve vesnici Clyro a tentokrát byla návštěvnost kolem jednoho tisíce lidí. Vystoupili zde například Four Tet, The Earlies či Fionn Regan. Největší nárůst počtu návštěvníků měl ročník 2006 (6500 lidí), který se konal v Crickhowell. Rovněž zde vystoupili známější hudebníci, jako Donovan, José González a skupina Calexico. O rok později návštěvnost převýšila deset tisíc lidí a jako hlavní hvězdy se představili Robert Plant, Joanna Newsom a Stephen Malkmus. V pozdějších letech zde vystoupili například Patti Smith, John Cale, Jonathan Richman, The Flaming Lips nebo Mumford & Sons.